# Henri Joly (cinéma)
Pour les articles homonymes, voir Henri Joly.
Marie Joseph Henri Joly est un autodidacte, inventeur et précurseur du cinéma, né le 2 avril 1866 à Vioménil et mort le 9 décembre 1945 à Paris 20e.
En 1895, désirant acquérir chez Charles Pathé une copie du Kinetoscope de Thomas Edison pour l'exploiter dans les foires, il décide de réaliser lui-même l'appareil de prise de vues adapté et dont le financement et l'exploitation seront assurés par Pathé. Appelé Appareil mouvementé Joly, il en dépose le brevet le 26 août 1895 et ce fut le premier appareil de prises de vues utilisé par Pathé.
Il conçoit ensuite une version à 4 oculaires du Kinetoscope : le Photozootrope dont il dépose le brevet en novembre 1895 également. Commercialisé par Pathé, il n'aura pas de succès.
Pathé ayant mis fin brutalement à leur collaboration, il conçoit et brevète une caméra réversible (assure prise de vue et projection) en mars 1896 utilisant un film à 5 perforations de chaque côté de l'image, proche du film Edison.

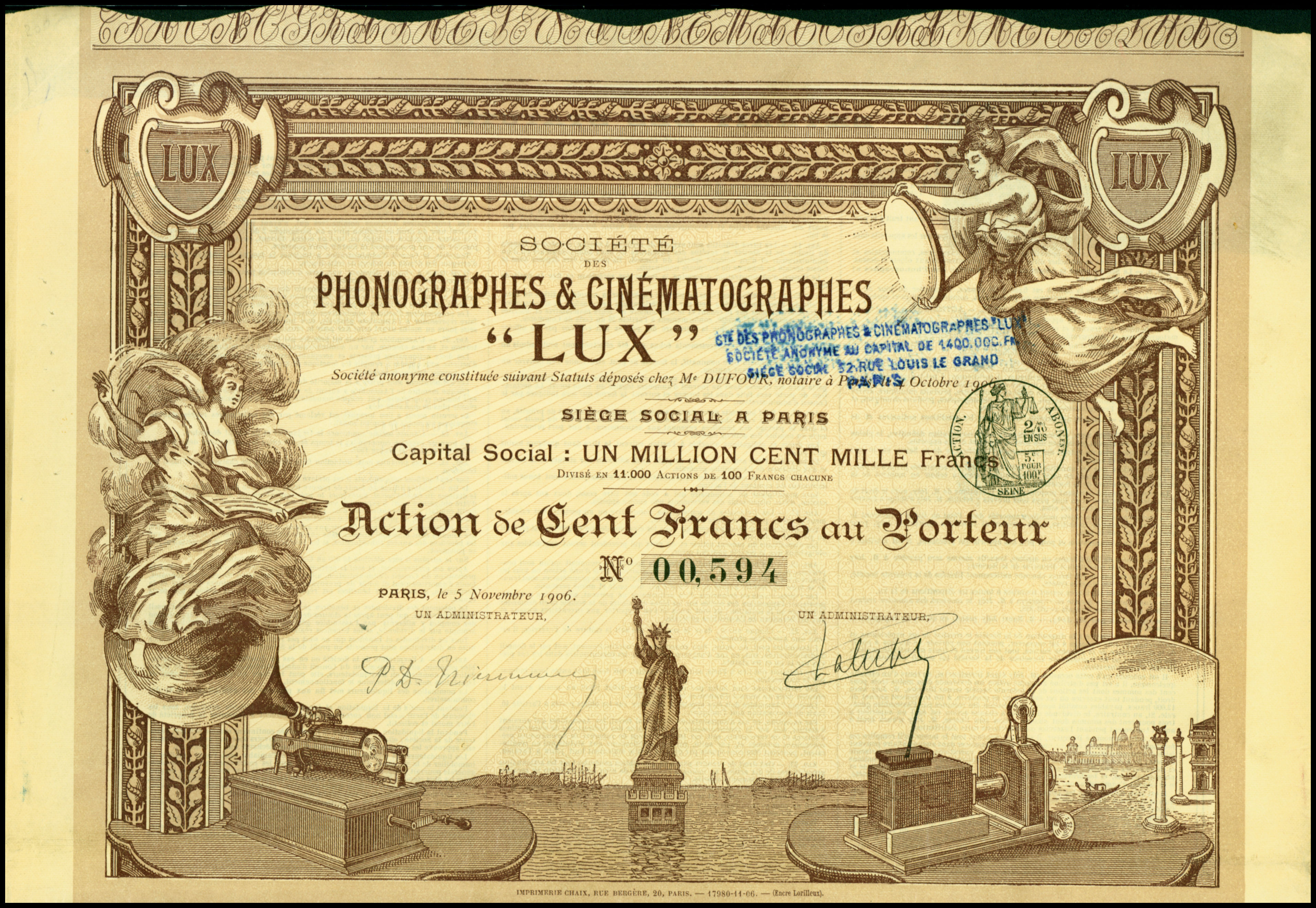
Action de la Société des Phonographes et Cinématographes Lux en date du 5 novembre 1906

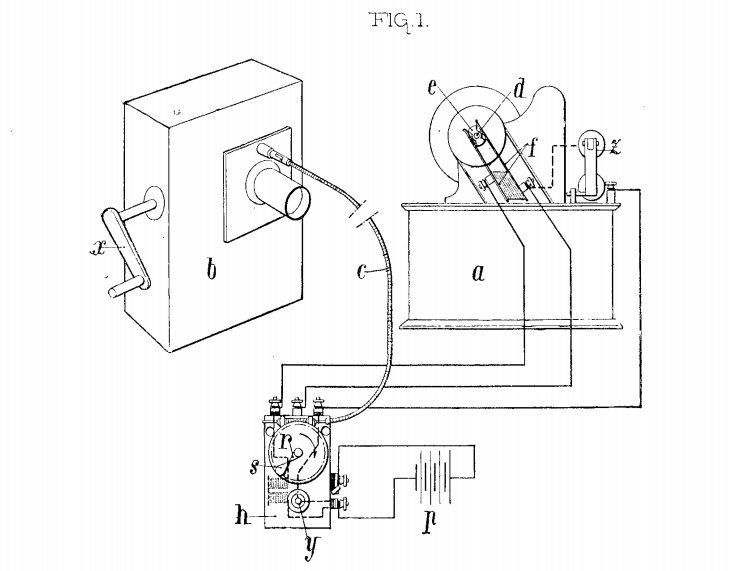
Dessin du brevet suisse de 1906 concernant la synchronisation "Image-Son"

S'intéressant au cinéma sonore, il fait breveter le 11 janvier 1900, un système de synchronisation entre phonographe et cinématographe qu'il a mis au point avec l'ingénieur-électricien Ernest Normandin. Il fonde alors la Société anonyme du biophonographe qui ne vivra qu'un an. Mais en 1905, il dépose un nouveau brevet pour un mécanisme de synchronisation différent, qui sera commercialisé par Georges Mendel, dans le Cinémato-Gramo-Théâtre.
En 1906, il fonde la Société des phonographes et cinématographes Lux qu’il quitte deux ans plus tard et qui sera dissoute en 1913.
Il ne cesse d'inventer et de déposer des brevets jusqu'en 1920, mais faute de financements et de soutiens industriels et confronté à nombre de contentieux concernant des brevets concurrents, il finira ruiné et se retrouvera employé de course, puis veilleur de nuit dans le métro, avant de disparaître en 1945, oublié de beaucoup d'historiens du cinéma.